# Гебвіллер (кантон)
Гебвілле́р (фр. Guebwiller) — кантон у Франції, в департаменті Верхній Рейн регіону Ельзас.

## Склад кантону
Кантон включає в себе 11 муніципалітетів:
| Муніципалітет        | Площа | Населення, осіб | Рік  |
| -------------------- | ----- | --------------- | ---- |
| Бергольц             | 4,24  | 1008            | 1999 |
| Бергольцзель         | 2,29  | 336             | 1999 |
| Бюль                 | 8,80  | 3238            | 2007 |
| Гебвіллер            | 9,68  | 11500           | 2005 |
| Ленталь              | 20,84 | 575             | 1999 |
| Лотенбак             | 13,02 | 1599            | 2009 |
| Лотенбакзель         | 23,14 | 1033            | 2006 |
| Мюрбак               | 6,66  | 136             | 1999 |
| Оршвір               | 7,09  | 920             | 1999 |
| Рембак-пре-Гебвіллер | 4,84  | 244             | 1999 |
| Рембашзель           | 1,79  | 220             | 1999 |

## Консули кантону
| Період    | Консул       | Посада |
| --------- | ------------ | ------ |
| 1976—1998 | Charles Haby |        |
| 1998—2011 | Daniel Weber |        |

| Франція | Це незавершена стаття з географії Франції. Ви можете допомогти проєкту, виправивши або дописавши її. |